# Товарец
Товарец — деревня в Карамышевской волости Псковского района Псковской области России.
Расположена в 4 км к югу от села Карамышево и в 36 км к востоку от центра города Пскова.
Численность населения деревни по состоянию на 2000 год составляла 7 человек.